# Novum – Heft des Poesie-Clubs
Das Novum – Heft des Poesie-Clubs erschien zwischen 1971 und 1973 als Veröffentlichung des deutschen Kulturhauses „Friedrich Schiller“ in Bukarest, Strada Batiștei 15 als die erste und einzige deutschsprachige Publikation in Rumänien, die nicht der damaligen offiziellen Pressezensur, der Direktion für Presse und Publikationen unterstand. Nach zweijährigem Erscheinen wurden die „Novum“-Hefte 1973 von den Staatsbehörden verboten.

## Entstehungsgeschichte
Im Jahr 1971 gründete der Bukarester Schriftsteller Claus Stephani, Redakteur der Monatsschrift „Neue Literatur“ (Organ des Schriftstellerverbandes der SRR), den „Poesie-Club“, einen Literaturkreis junger Autoren, der regelmäßig zu Lesungen und Diskussionen im Bukarester deutschen Kulturhaus Friedrich Schiller zusammenkam und den er bis 1976 leitete. Zwischen 1966 und 1971 hatte Stephani den Bukarester deutschen Literaturkreis, der damals seine Sitzungen im Schriftstellerhaus (rum. Casa Scriitorilor „Mihail Sadoveanu“, Calea Victoriei 115) abhielt, geleitet. Dieser Literaturkreis stellte – bald nach der Gründung des Poesie-Clubs – seine Veranstaltungen ein, da sich auch bekannte Repräsentanten der älteren deutschsprachigen Schriftstellergeneration, wie Alfred Kittner, Klaus Kessler, Immanuel Weissglas, Roswith Capesius und Elisabeth Axmann, dem Kreis im Poesie-Club anschlossen.
Mit Einverständnis und Unterstützung der neuen Direktorin, der Germanistin Elisabeth Pfeifer, die den vorherigen Leiter des Hauses, Ernst Molling abgelöst hatte, entstand damals im Schillerhaus neben anderem auch ein deutscher Jazz-Club, den der Musiker Adrian Neagu-Taschler leitete, sowie das deutsche „Keller-Theater“, als dessen Initiator und Regisseur sich der bekannte Bukarester Bühnen- und Filmschauspieler Emmerich Schäffer (1931–1999) verdient machte.
Zwischen 1970 und 1971/72 brachte Claus Stephani im Schillerhaus zusammen mit Rolf-Frieder Marmont, damals Rundfunkreporter der deutschsprachigen Sendung von Radio Bukarest, die erste und einzige deutschsprachige Publikation heraus, die nicht der damaligen offiziellen Pressezensur, der Direktion für Presse und Publikationen (rum. Direcția Presei și Publicaților), unterstand. Diese erschien als Veröffentlichung des deutschen Kulturhauses „Friedrich Schiller“ (Casa de cultură „Friedrich Schiller“, Bukarest, Strada Batiștei 15) und wurde im Polygraphischen Kombinat „Haus der Scânteia“ (rum. Combinatul Poligrafic Casa Scânteii, C.P.C.S.) gedruckt. Technischer Redakteur war Vladimir Ulieru. Der Titel dieser neuen Publikation, auf die man bald auch jenseits der Landesgrenzen aufmerksam wurde, lautete „Novum – Heft des Poesie-Clubs“. Nach zweijährigem Erscheinen 1973 wurden dann die „Novum“-Hefte von den Staatsbehörden verboten.

## Literarische Tätigkeit
Im ersten „Novum“-Heft (1971), zusammengestellt von Claus Stephani, Rolf-Frieder Marmont und Gert Fabritius (Graphische Gestaltung) erschien je eine Auswahl lyrischer Texte von mehrheitlich jungen rumäniendeutschen Dichtern und je einem bekannten rumänischen und ungarischen Lyriker, wie Gerhard Eike, Wolfgang Gottschick, Hrisztu Bálint, Gerhardt Csejka, Liana Corciu (eine deutschschreibende rumänische Lyrikerin), Hannes Elischer, Klaus Kessler, Alfred Kittner und Marin Sorescu. Als Übersetzer der ungarischen bzw. rumänischen Texte zeichneten Anemone Latzina und Dieter Roth.
Aufschlussreich ist heute die Chronik-Seite dieser ersten Novum-Ausgabe, wo auch über die vielseitige Kulturtätigkeit im Schillerhaus berichtet wird. So fanden im Dezember 1970 im neugegründeten Poesie-Club, der regelmäßig jeden zweiten Freitag im Kellerraum des Hauses zusammenkam, Lesungen junger Autoren, wie Wolfgang Gottschick, Ernst Kulcsar, Hans Matye (Jassy), Ilse Hehn (Mediasch), oft mit musikalischem Hintergrund, wie Jazz- und Beat-Tonbandaufnahmen, statt. Berichtet wird unter anderem auch von einem Peter-Handke-Abend sowie über die Aufführung der zeitkritischen Lieder-Montage „In den Worten geschieht schon genug“ (Regie: Gerhard Eike), unter Mitwirkung von Karin Servatius, Ingrid Hessaun, Bernd Bömches und Hans Melzer (Klavier).
Für darauffolgende Zusammenkünfte des Poesie-Clubs wurden unter anderem Abende mit zeitkritischer DDR-Lyrik (Leitung Gastdozent Dr. Klaus Hammer, Berlin) sowie Lesungen von Rolf-Frieder Marmont, Liviu Tofan, Uwe Erwin Engelmann, Liana Corciu, Walther Seydner u. a. Vertretern der damals jüngsten Lyrikergeneration angekündigt.
Die zweite Ausgabe der „Novum“-Hefte (1972/73), zusammengestellt von Claus Stephani und Rolf-Frieder Marmont, wonach dann die Publikation verboten wurde, umfasst Lyrikmontagen von Immanuel Weissglas, Walther Seydner, Éva Lendvay, Ilse Hehn, Elisabeth Axmann, Hans Matye, Uwe Erwin Engelmann, Frieder Schuller, Ana Blandiana, Roswith Capesius, Mircea Dinescu, Lajos Magyari, Anemone Latzina sowie Grafiken von Sofia Fränkl („Komposition“), Delia Celina Ilieșu („Statuetten“), Helmut Stürmer („Song“) und von Gert Fabritius („Liebe“), der auch, zusammen mit Vladimir Ulieru, wieder die grafische Gestaltung besorgte. Als Übersetzer der rumänischen bzw. ungarischen Texte zeichneten Rolf-Frieder Marmont, Anemone Latzina und Edith Marmont.
Auch in diesem Doppelheft gibt es eine umfangreiche Chronik der vergangenen Lesungen und Veranstaltungen des Poesie-Clubs. So z. B. Kurzberichte über den „Wettbewerb zur Ausmalung des Club-Kellers“, wobei eine Jury (Roswith Capesius, Elisabeth Axmann, Ilse Hehn, Alfred Kittner) einen Preis vergab, über Schallplattenabende mit Brecht-Songs (Gisela May, Hilmar Thate), Lyrikabende mit Wolfgang Gottschick, Franz Thomas Schleich, Gisela Theil, Brigitte Maria Zay, Jacqueline Schuster (Hermannstadt, eigentlich Brigitte Maria Schuster), Hannelore Folberth, Ildikó Schaffhauser, Ursula Bedners u. a., Lesungen der DDR-Autoren Heinz Kahlau, Hanna-Heide Kraze, Dietrich Sommer u. a.
Berichtet wird auch über Kunstausstellungen in der Schillerhaus-Galerie, wo Arbeiten moderner rumäniendeutscher Künstler, wie Hans Mattis-Teutsch, Diet Sayler, Sieglinde Bottesch, Ingo Glass, Helmut Stürmer, Peter Schweg, Friedrich von Bömches, Edmund Höfer, Carin Eva Blücher, Sofia Fränkl, Kurtfritz Handel, Helmut Fabini, Horst Zay, Francisc Fischer, Hans Ganesch, Robert Schiff, Edgar Kloos, Nora Schütz Minorovics, Reinhardt Schuster u. a. zu sehen waren.

## Publikationsverbot
Obwohl der damalige Leitungsrat des Schillerhauses – Dr. Roswith Capesius, Dr. Herbert Hoffmann, Dr. Klaus Kessler, Adalbert Millitz, Koloman Müller, Elisabeth Pfeifer und Claus Stephani – versucht hatte, diese Publikation des Poesie-Clubs, die inhaltlich offensichtlich nicht im Sinne der offiziellen Parteilinie und -direktiven ausgerichtet war, weiterhin stillschweigend bestehen zu lassen, musste ihr Erscheinen eingestellt werden. Außerdem durften die Novum-Hefte nicht mehr verbreitet werden.
Die anderen literarischen und kulturellen Aktivitäten im Rahmen des Poesie-Clubs des Schillerhauses konnten jedoch weiterhin stattfinden – auch nachdem 1976 Kulturreferent Gert Fabritius, nach seinem Ausreiseantrag in die BRD, durch den Bildhauer Ingo Glass (1976–1978) ersetzt wurde und danach, 1979–1981, als der Schriftsteller Rolf Bossert das Kulturreferat übernommen hatte. 1981 wechselte dann Rolf Bossert als deutscher Lektor zum Bukarester Meridiane Verlag, und von 1982 bis 1984 war er als Lektor beim Kriterion Verlag tätig, wonach auch er, 1985, nach Deutschland aussiedelte. Damit endeten endgültig auch die zuletzt nur noch spontan stattfindenden Zusammenkünfte im Poesie-Club des Bukarester Schillerhauses, dessen Mitglieder zum Teil Rumänien vorher schon verlassen hatten.